# Rocade
Rocade is een Franstalige term voor een verbindingsweg tussen meerdere belangrijke invalswegen en ontsluitingswegen van een aaneengesloten stedelijk gebied. In de militaire bedrijfsvoering werd de term gebruikt voor een dergelijke verbinding waarover twee eenheden verwisseld konden worden, analoog aan de rokade in het schaken. In de civiele techniek wordt de term gebruikt voor een weg rondom, of langs een stedelijk gebied. Een voorbeeld van een rocade langs een stedelijk gebied is de Rocade van Nice en Monaco, de A21 langs Lens en Douai en de N346 aan de oostzijde van Lyon tussen Vaulx-en-Velin en Saint-Priest. Voorbeelden van rocades rondom een stedelijk gebied is de ringweg van Bordeaux (de A630) en die van Rennes (de N136). Niet alle ringwegen worden "rocade" genoemd, zo heten die van Parijs, Lyon en Toulouse bijvoorbeeld Boulevard Périphérique.